# Rose Hill (Gebäude)
Rose Hill ist ein Wolkenkratzer in Manhattan in New York City. Der knapp 195 m hohe Wohnturm zählt zu den höchsten Wohngebäuden der Millionenmetropole.

## Beschreibung
Rose Hill befindet sich in Midtown Manhattan (Midtown South) im Viertel Rose Hill (Stadtteil NoMad) an der Südseite der East 29th Street zwischen Park Avenue South und Madison Avenue unweit des Empire State Building. Wenige Blocks südlich liegt der Madison Square. In der Nachbarschaft stehen weitere ab 2010 neuerbaute Wohntürme wie Madison Square Park Tower (237 m), 262 Fifth Avenue (262 m), 126 Madison Avenue (245 m) und 277 Fifth Avenue (205 m).
Rose Hill wurde von CetraRuddy Architecture entworfen und von 2018 bis 2021 erbaut. Bauherr und Eigentümer ist die Rockefeller Group. Der vom Art déco inspirierte Wolkenkratzer ist 194,8 Meter (639 Fuß) hoch und besitzt 45 Etagen mit 123 Eigentumswohnungen. Durch kleine Rücksprünge an der Ost- und Westfassade verjüngt sich der Turm etwas bis zur facettenreichen Gebäudekrone, die nachts beleuchtet ist. Die bronzefarbene Glasfassade hebt sich von den Wohntürmen in der Nachbarschaft ab. Sie ist mit Chevron-Muster versehenen, vertikal bis zur Krone verlaufenden Bronzebändern, querverlaufenden Bronzepaneelen und raumhohen Panoramafenstern unterteilt. Die Lobby ist mit einem Kamin aus schwarzem Marmor und geschliffener Walnussvertäfelung ausgestaltet. Die mit privaten Aufzügen erreichbaren Penthouse-Wohneinheiten in der Gebäudekrone erstrecken sich jeweils über zwei Etagen und bieten einen Rundumblick über die Stadt. Der Wohnturm bietet für die Bewohner unter anderem eine Lounge, ein 15 Meter langes Hallenbad, eine Sporthalle, ein Squash-Court, eine Sauna, einen Billardtisch, eine Bibliothek, ein Esszimmer, eine Bar sowie zwei überdachten Lounges im Freien.